# Griechenpforte

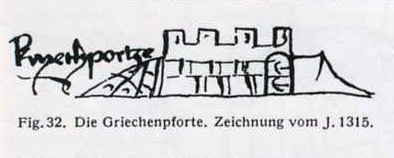
Skizze der Griechenpforte von 1315

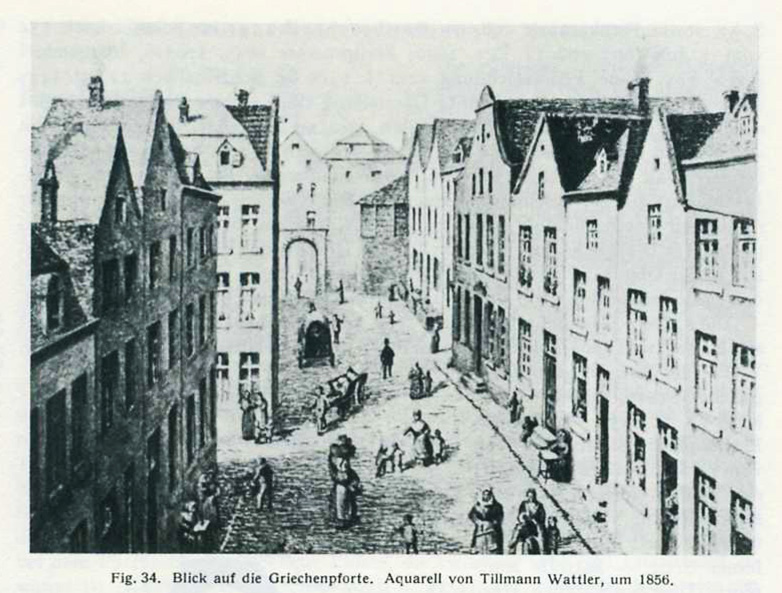
Toranlage kurz vor ihrem Abbruch

Die Griechenpforte, auch „porta Grecorum“ genannt, war eine wahrscheinlich im 10. Jahrhundert geschaffene Toranlage der südwestlichen Kölner Stadtmauer. Sie wurde im 12. Jahrhundert erstmals erwähnt und gelangte am Anfang des 14. Jahrhunderts in Privatbesitz. Die später überbaute Griechenpforte wurde um 1856 niedergelegt.

## Lage
Das mittelalterliche Gebäude war über Jahrhunderte ein Stadttor der Reichsstadt Köln. Es lag im innerstädtischen Bezirk St. Peter, der von den Stifts- und Pfarrbezirken St. Pantaleon im Südwesten, St. Aposteln im Nordwesten, St. Maria im Kapitol im Nordosten und St. Georg im Südosten umgeben war.

## Geschichte

### Namensherkunft
Der Historiker Adam Wrede bezeichnete die Griechenpforte als kleines, der Straße „Am Weidenbach“ gegenüber liegendes Straßenstück, an dessen Anfang sich neben einem römischen Wehrturm der Stadtmauer ein wahrscheinlich schon im 10. Jahrhundert geschaffener Tordurchgang befand, der zuerst als „Greca porta“ genannt wurde. In der zweiten Hälfte des 12. Jahrhunderts wurde ein feldwärts gelegener Hof mit der Bezeichnung „curia ante grecam portam“ angeführt und kurz vor dem Jahrhundertwechsel, um 1186/96, hieß die Toranlage „Criegporta“. Diese Namensform wandelte sich um 1235 dann zu „iuxta chrichporzin“, neben der Kriegspforte als eine wohl amtliche Namensgebung, die noch 1797 verwandt wurde. Erst in der Franzosenzeit wechselte man wieder zum „G“ am Beginn des Wortes, sodass wieder wie in der Ära Kaiser Ottos und seiner in der Stiftskirche St. Pantaleon beigesetzten griechischen Gemahlin, Prinzessin Theophanu, ein historischer Bezug mit dem Namen Griechenpforte hergestellt wurde. Namen griechischstämmiger Anwohner ließen sich in den Schreinsakten der Bezirke des „Griechenmarktviertels“ jedoch nicht nachweisen.

### Bezirk St. Peter

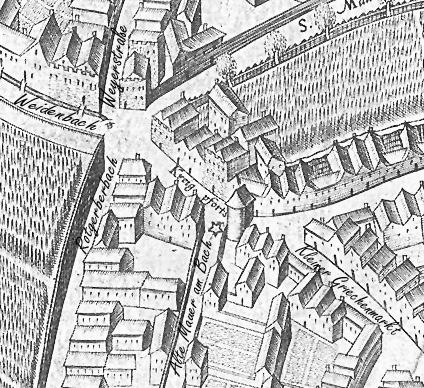
Griechenpforte und Umfeld zur Zeit Arnold Mercators

Der Ursprung des Bezirks St. Peter lag wie bei allen anderen frühen Gemeinden der Stadt in den im Umfeld einer Kirche entstehenden Ansiedlungen. Die Grenzen dieses Kirchspiels wurden in der Folge der Stadtentwicklung identisch mit den Grenzen der kommunalen Verwaltungseinheit, dem Bezirk.
Ob St. Peter als Pfarrkirche des benachbarten Cäcilienstift fungierte, ist nicht eindeutig geklärt. Die ersten schriftlichen Überlieferungen entstammen der Mitte des 12. Jahrhunderts etwa zeitgleich mit der Anlage der Schreinseintragungen der Bezirke. Archäologische Untersuchungen bis in die jüngste Zeit belegen jedoch sakrale Vorgängerbauten, die deutlich älter datiert wurden. Die so schon durch die Grabungen unter der Leitung von Otto Doppelfeld der Jahre 1953 und 1956 gewonnenen Erkenntnisse konnten jedoch die exakten Anfänge des Baus der Peterskirche nicht eindeutig bestimmen. Vermutlich entstand aber auf dem Gelände der größten römischen Thermenanlage der Stadt schon im 10. Jahrhundert eine kleine dreischiffige, romanische Basilika, die in Westausrichtung errichtet worden war.

### Grenzverlauf des Bezirks
Den Kirchenbau umgebend bildete sich ein dicht bebautes, von engen Gassen durchzogenes Gebiet, dessen südwestlicher Teil als Griechenmarkt bis in die heutige Zeit den Kölnern ein Begriff ist.
Die Grenzen des Pfarr- und Verwaltungsbezirks St. Peter verliefen zwischen Hohe Pforte (gegenüber dem Waidmarkt) und Hochstraße (Hohe Straße) im Osten, im Westen über Kleiner Griechenmarkt und Peterstraße, in Fortsetzung von dieser hinter dem Neumarkt her zu der die Nordgrenze bildenden Schildergasse sowie entlang der Römermauer zwischen der Hochpforte und der Griechenpforte im Süden.

### Befestigungen des Bezirks
Die befestigten Abschnitte zu den noch ungeschützten Vorstadtbezirken an der Süd- und Westseite, so auch die Anlagen des Rondells und der neben diesem gelegenen Griechenpforte, unterstanden bis zur Stadterweiterung 1180 den Amtleuten des Bezirks. Sie hatten neben den erhaltenen kommunalen Rechten, auch die Pflichten und Lasten der Wehrpflicht in ihren Abschnittsbereichen zu übernehmen. Hiezu gehörte die Organisation der jeweiligen Bereiche, wie die Eintreibung der 1106 für die Erweiterung der Befestigungen festgesetzten Steuer, die Aushebung der Wachmannschaften und deren Diensteinteilung, sowie Bau und Erhaltung der Anlagen ihrer Abschnitte des Bezirkes.

### Entstehung der Toranlage

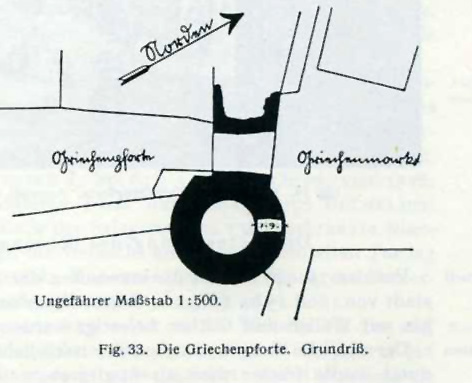
Grundriss

Dem Erhalt der römischen Stadtbefestigung wurde auch im frühen Mittelalter Rechnung getragen. Allerdings wurden infolge der städtischen Bevölkerungsentwicklung, die sich auch im Entstehen suburbaner Ansiedlungen zeigte, ergänzend zu den alten Stadttoren neue Durchgänge geschaffen. So war auch an der südwestlichen Ecke der Römermauer, die entlang der heutigen Bachstraßen vom Rheinufer verlief, um im weiteren Verlauf nach Norden zu führen, ein neues Tor entstanden. Wahrscheinlich wurde es auch der Ersatz für das bisherige römische Tor die Eifelpforte, die sich in Höhe der Bob- und Clemensstraße am Mauritiussteinweg befand. Dieser unmittelbar vorgelagert war ein dem Stift St. Pantaleon unterstehendes Benediktinerinnenkloster erbaut worden und versperrte nun den althergebrachten Weg (wahrscheinlich der Beginn der „Via Agrippa“, der Agrippa-Straße Köln–Trier) über die Huhnsgasse zur Weyerstraße als Ausfallstraße nach Westen. Das Ersatztor am Straßeneck „Alte Mauer am Bach“ und „Kleiner Griechenmarkt“ nannte man in der Folge Griechenpforte (porta Grecorum).
Diese lag neben einem so genannten „Rondell“ der römischen Zeit, einem die südwestliche Ecke der Stadtmauer sichernden Rundturm. Die Pforte war zur Zeit der Liudolfinger gebrochen worden, zu einer Zeit in der die gegenüber gelegene Abtei St. Pantaleon an Bedeutung gewann. Der Tordurchgang schuf so den Zugang in den Klosterbezirk und erleichterte den Verkehr zu den Gewerbebetrieben an den Bächen. In den Quellen wurde das Tor erstmals zwischen 1159/80 erwähnt.
Eine Eintragung des Schreinsbuches zur Toranlage bezeichnete die Ortslage 1284 „porta Grecorum in platea Loirgassen“ und verwies damit auf das an den Bächen betriebene Gewerbe zahlreicher Lohgerber, die im 12. bis 15. Jahrhundert unter anderem „lore, lower und später Löhrer“ genannt wurden.
Bis zum Jahr 1307 gehörte die „Kriechportzen“ noch den Amtleuten von St. Peter, hatte aber ihren Zweck auch der Verteidigung zu dienen durch die im Rahmen der 3. Stadterweiterung geschaffenen Befestigungsanlagen verloren. Die ihr ehemals zugedachten Aufgaben übernahmen nun in diesem Stadtbereich das Bach- und das Weyertor.
Eine Skizze der Griechenpforte, eine Handzeichnung, die als die älteste eines Profanbauwerkes der Stadt bezeichnet wird, stammt aus dem Jahr 1315. Sie zeigt ein zweigeschossiges, mit Zinnen bekröntes Bauwerk und deutet an der rechten Seite ein eisenbeschlagenes Tor an.
Im folgenden Jahrzehnt, im Jahr 1328, wurde durch „Hilger von der Griechenpforte“ (wahrscheinlich ein Amtmann zu St. Peter) die Toranlage den Kölner Kapitelherren zum Dombau vermacht. Im Jahr 1337 verkaufte das Domkapitel das Torgebäude an „Gobel de Weterge“. 1480 wurde eine Vereinbarung im Schrein Pützhof (Unterbezirk von St. Peter) und dem Besitzer der Pforte getroffen, nach der die am Rondell gelegene Pforte und die Straße das Recht des Durchwegs behalten konnten.

## Ende der Griechenpforte

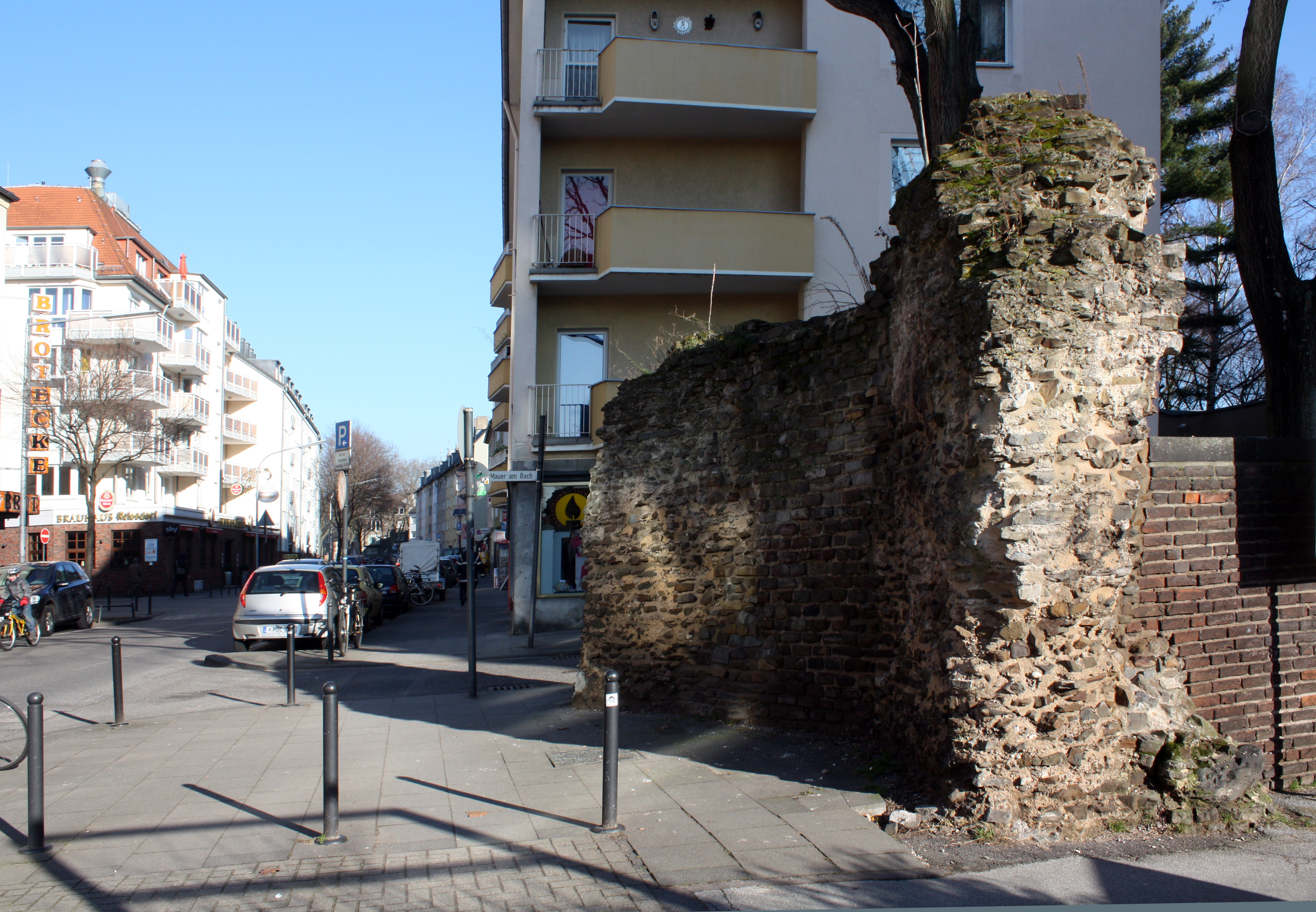
Rest der Befestigung

Schon vor der sich anbahnenden Stadterweiterungen, die zum Ende des 19. Jahrhunderts erfolgten, wurden in vielen dicht bebauten Vierteln Bauten der ehemalige Befestigung abgetragen. Unter anderem waren dies die Johannispforte (1782), das Bachtor (1807/09), das Ehrentor (1838) und das Würfeltor (1872).
Manche der Anlagen waren in baufälligem Zustand, vor allem sollten die Maßnahmen jedoch zur Verbesserung der Verkehrswege beitragen. Hier veranschaulicht die Abbildung der Griechenpforte des Jahres 1856 (aus der Sicht „Kleiner Griechenmarkt“), dass die mittelalterliche Pforte dem angewachsenen Verkehrsaufkommen nicht mehr gerecht werden konnte. Die Pforte wurde unter der Leitung des Stadtbaumeisters Julius Carl Raschdorff um 1856/57 abgebrochen.
Ein Mauerrest an der südwestlichen Zufahrt in das „Viertel“  Griechenmarkt erinnert heute an den Standort der alten Toranlage.